# عملة بريطانية من فئة خمسة وعشرين بنس
كانت العملة البريطانية العشرية من فئة خمسة وعشرين بنسًا (25 بنسًا) فئة تذكارية من العملات الإسترليني، صدرت بأربعة تصاميم بين عامي 1972 و1981. كانت هذه العملات استمرارًا للتاج البريطاني التقليدي بعد النظام العشري، بنفس قيمة ربع جنيه إسترليني. ومن الأمور الفريدة في العملات العشرية البريطانية عدم ذكر قيمتها عليها، وذلك لأن العملات السابقة نادرًا ما كانت تُذكر قيمتها. العملة البريطانية العادية ذات الإصدار الأقرب إلى القيمة الاسمية للعملة هي عملة العشرين بنسًا.
إصدرت العملات المعدنية لأغراض تذكارية ولم تكن مخصصة للتداول، على الرغم من أنها تظل عملة قانونية و تقبل في مكاتب البريد. تزن العملات المعدنية 28.28 غ (0.909 ozt) ويبلغ قطرها 38.61 مم. سُكّت العملات المعدنية من النحاس والنيكل. كانت هناك أربعة تصاميم.
توقف إصدار عملات الخمسة والعشرين بنسًا بعد عام 1981 نظرًا للتكلفة الباهظة التي تكبدتها دار السك الملكية لإنتاج عملات كبيرة كهذه وقيمتها المنخفضة. وبدءًا من عام 1990، أُعيد إحياء عملة "التاج" كعملة تذكارية من فئة الخمسة جنيهات إسترلينية، بنفس الأبعاد والوزن، لكن قيمتها أكبر بعشرين ضعفًا. ويمكن التمييز بين العملتين لأن عملة الخمسة جنيهات إسترلينية تحمل علامة قيمتها.

## التصاميم
إنتجت العملات المعدنية التالية بقيمة 25 بنسًا:
| عدد 1972 | للاحتفال بالذكرى الفضية لزواج الملكة إليزابيث الثانية والأمير فيليب دوق إدنبرة. الوجه: الصورة القياسية للملكة إليزابيث الثانية بريشة أرنولد ماشين مع النقش D·G·REG·F·D· ELIZABETH II. الوجه الآخر: الأحرف الأولى من اسم الملكة إليزابيث (EP) مُتوّجة بإكليل من الزهور، وفي وسطها صورة عارية لإيروس . النقش: ELIZABETH AND PHILIP 20 NOVEMBER 1947 - 1972 صُمم هذا الوجه أيضًا بواسطة أرنولد ماشين. كلا الوجهين مُحاطان بنقاط. حافة العملة المعدنية مُسننة. صدرت 7,452,100 عملة نحاسية نيكلية و100,000 عملة فضية.                                |
| عدد 1977 | للاحتفال باليوبيل الفضي للملكة إليزابيث الثانية. الوجه: صورة للملكة إليزابيث الثانية وهي تركب حصانًا، بأسلوب مشابه لتاج عام 1953 الذي احتفى بتتويجها. النقش: ELIZABETH·II DG·REG FD 1977. الوجه الآخر: تصميم يُظهر زينة التتويج. يُعرض الأمبولة وملعقة التزيين اللتان استُخدمتا في تتويج الملكة مُتوّجتين، ومُحاطتين بإطار زهري. يعود تاريخ هاتين القطعتين إلى القرنين الرابع عشر والثاني عشر على التوالي، وظلتا قيد الاستخدام المستمر. صُمم كلا الوجهين بواسطة أرنولد ماشين. حافة العملة مصقولة. صدرت 37,061,160 عملة نحاسية و377,000 عملة فضية. |
| عدد 1980 | احتفالاً بالذكرى الثمانين لميلاد الملكة إليزابيث الملكة الأم. الوجه: الصورة القياسية للملكة إليزابيث الثانية بريشة أرنولد ماشين مع النقش D·G·REG·F·D· ELIZABETH II. الوجه الآخر: صورة للملكة الأم محاطة بنمط مشع من الأقواس والأسود، وهي تورية على اسمها قبل الزواج باوز-ليون. النقش: QUEEN ELIZABETH THE QUEEN MOTHER AUGUST 4th 1980 صمم الوجه الآخر البروفيسور ريتشارد غيات. كلا الوجهين مُحاطان بنقاط. حافة العملة المعدنية مُسننة. صدرت 9,306,000 عملة نحاسية نيكلية و83,672 عملة فضية.                                                 |
| عدد 1981 | للاحتفال بزفاف تشارلز أمير ويلز والسيدة ديانا سبنسر. الوجه: الصورة القياسية للملكة إليزابيث الثانية بريشة أرنولد ماشين مع النقش D·G·REG·F·D· ELIZABETH II. الوجه الآخر: صورة جانبية للسيدة ديانا سبنسر مغطاة جزئيًا بصورة جانبية لأمير ويلز ، وكلاهما متجهان إلى اليسار، مع نقش H.R.H. THE PRINCE OF WALES AND LADY DIANA SPENCER 1981 صمم هذا الوجه فيليب ناثان. كلا الوجهين مُحاطان بنقاط. حافة العملة المعدنية مُسننة. صدرت 26,773,600 عملة نحاسية نيكلية و218,000 عملة فضية.                                                             |

## عملات تجريبية
قبل طرح عملة العشرين بنسًا عام 1982، كان يُنظر في إصدار عملة من فئة الخمسة والعشرين بنسًا. أنتجت دار سك العملة الملكية عددًا قليلًا من العملات المعدنية المنقوشة للاختبار، بشكل سباعي مشابه لعملة العشرين بنسًا. ويُقدر أن حوالي 50 من هذه العملات التجريبية قد دخلت التداول. بيعت إحدى هذه العملات عام 2024 مقابل 1700 جنيه إسترليني، مع أن هذه العملة ربما كانت من عملة يورو تجريبية أصدرتها دار سك العملة الملكية في التسعينيات، والتي استخدمت نفس القوالب.